# Dwa plus jeden
Dwa plus jeden a fost o formație muzicală înființată în 1971 la Varșovia, Polonia. Genurile abordate de ei au fost pop, folk, country, new wave etc. 
Membrii fondatori au fost Janusz Kruk și Elżbieta Dmoch. Formația a scos zece albume de studio. Activitatea formației a luat sfârșit când Janusz Kruk a decedat în 1992.

## Membri
- Janusz Kruk (vocal, chitară) 1971-1992
- Elżbieta Dmoch (vocal, flaut) 1971-1999
- Andrzej Rybiński (chitară, voce de fundal) 1971
- Andrzej Krzysztofik (chitară bas, muzicuță, voce de fundal) 1971-1976
- Cezary Szlązak (saxofon, clarinet, voce de fundal) 1976-1999
- Michał Król (chitară) 1998-1999
- Dariusz Sygitowicz (baterie) 1998-1999

La mijlocul anilor 1970 au colaborat și: Adam Pilawa (pian, vioară) și Andrzej Wójcik (baterie).

## Discografie
- 1972: Nowy wspaniały świat
- 1975: Wyspa dzieci
- 1977: Aktor
- 1978: Teatr na drodze
- 1979: Irlandzki tancerz
- 1980: Easy Come, Easy Go
- 1981: Warsaw Nights
- 1983: Bez limitu
- 1985: Video
- 1986: Greatest Hits Live
- 1989: Antidotum
- 1991: 18 Greatest Hits

## Melodii cunoscute
| - 1972: "Czerwone słoneczko" - 1972: "Chodź, pomaluj mój świat" - 1973: "Wstawaj, szkoda dnia" - 1973: "Hej, dogonię lato" - 1973: "Gwiazda dnia" - 1974: "Kołysanka matki" - 1974: "Na luzie" - 1975: "Wyspa dzieci" - 1976: "Odpłyniesz wielkim autem" - 1977: "Muzyka w serca wstąpi nam" - 1978: "Windą do nieba" - 1978: "Ding-Dong" - 1978: "California mon amour" - 1978: "Taksówka nr 5" - 1979: "Idę na zachód zielony" | - 1979: "Easy Come, Easy Go" - 1980: "[Singapore" - 1981: "Iść w stronę słońca" - 1982: "Kalkuta nocą" - 1982: "Nic nie boli" - 1983: "Requiem dla samej siebie" - 1983: "XXI wiek (Dla wszystkich nas)" - 1983: "Superszczur" - 1984: "Wielki mały człowiek" - 1985: "Video" - 1989: "Ocalę cię" |